# Епархия Мальяны
Епархия Мальяны (лат. Dioecesis Malianensis) — епархия Римско-Католической церкви с центром в городе Мальяна, Восточный Тимор. Епархия Мальяны входит в состав митрополии Дили. Кафедральным собором епархии Мальяны является церковь Святейшего Сердца Иисуса.

## История
30 января 2010 года Папа Римский Бенедикт XVI издал буллу «Missionalem Ecclesiae», которой учредил епархию Мальяны, выделив её из епархии Дили.

## Ординарии епархии
- епископ Норберту Ду Амарал (30.01.2010 — по настоящее время).

## Источник
- Annuario Pontificio, Ватикан, 2011.
- Булла Missionalem Ecclesiae (лат.)